# Troglohyphantes diabolicus
Troglohyphantes diabolicus är en spindelart som beskrevs av Christa L. Deeleman-Reinhold 1978. Troglohyphantes diabolicus ingår i släktet Troglohyphantes och familjen täckvävarspindlar.
Artens utbredningsområde är Slovenien. Inga underarter finns listade i Catalogue of Life.